# Sajtoskál, Vas
Sajtoskál  este un sat în districtul Sárvár, județul Vas, Ungaria, având o populație de 381 de locuitori (2011). 

## Demografie
Componența etnică a satului Sajtoskál
     Maghiari (93,91%)
     Germani (4,06%)
     Români (1,27%)
     Necunoscut (0,76%)
     Alții (0,76%)
Componența confesională a satului Sajtoskál
     Romano-catolici (80,31%)
     Luterani (6,82%)
     Fără religie (3,94%)
     Reformați (1,57%)
     Ortodocși (1,05%)
     Necunoscută (6,3%)
     Alte religii (1,05%)
Conform recensământului din 2011, satul Sajtoskál avea 381 de locuitori. Din punct de vedere etnic, majoritatea locuitorilor (93,91%) erau maghiari, existând și minorități de germani (4,06%) și români (1,27%). Apartenența etnică nu este cunoscută în cazul a 0,76% din locuitori.  Din punct de vedere confesional, majoritatea locuitorilor (80,31%) erau romano-catolici, existând și minorități de luterani (6,82%), persoane fără religie (3,94%), reformați (1,57%) și ortodocși (1,05%). Pentru 6,3% din locuitori nu este cunoscută apartenența confesională.